# Солодка свобода
«Солодка свобода» — комедійна стрічка про екранізацію історичної книги, сценарій якої перетворили на водевіль.

## Сюжет
Професор історії Майкл Бергесс написав книгу «Солодка свобода», засновану на подіях боротьби за незалежність США. Цією працею зацікавилась кінокомпанія, яка викупила права на екранізацію твору. Знімальна група прибуває в тихе місто і місцеві жителі зраділи зміні в їхньому одноманітному житті.
Головний актор, щойно приїхавши на місце зйомок, почав залицятися до місцевих красунь, не оминувши подружку Бергесса. Сам же автор закохується в головну акторку Фейт Гілі.
На момент прем'єри фільму все повертається на свої місця. Майкл приходить на показ з вагітною Гретхен, лише питання журналіста нагадують про близьке минуле.

## У ролях
| Актор           | Роль            |
| --------------- | --------------- |
| Алан Алда       | Майкл Бергесс   |
| Майкл Кейн      | Елліотт Джеймс  |
| Мішель Пфайффер | Фейт Гілі       |
| Боб Госкінс     | Стенлі Гоулд    |
| Ліліан Ґіш      | Гретхен Карлсен |
| Сол Рубінек     | Бо Годжес       |
| Лоїс Чайлз      | Леслі           |
| Лінда Торсон    | Грейс Джеймс    |
| Ліз Гілболдт    | Сесілія Бергесс |
| Джон Макгінлі   | Флойд           |

## Створення фільму

### Виробництво
Зйомки фільму проходили в Нью-Йорку, США та Торонто, Канада.

### Знімальна група
- Кінорежисер — Алан Алда
- Сценарист — Алан Алда
- Кінопродюсер — Мартін Брегман
- Композитор — Брюс Бротен
- Кінооператор — Френк Тайді
- Кіномонтаж — Майкл Економоу
- Художник-постановник — Бен Едвардс
- Артдиректор — Крістофер Новак
- Художник з костюмів — Джейн Грінвуд
- Підбір акторів — Мері Колкагун[2].

## Сприйняття
Фільм отримав змішані відгуки. На сайті Rotten Tomatoes оцінка стрічки становить 75 % на основі 12 відгуків від критиків (середня оцінка 5,7/10) і 33 % від глядачів із середньою оцінкою 3/5 (873 голоси). Фільму зарахований «стиглий помідор» від кінокритиків та «розсипаний попкорн» від глядачів, Internet Movie Database — 5,7/10 (2 323 голоси).